# Wilhelm Kray

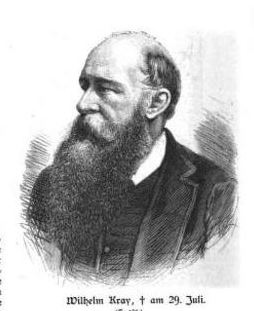
Wilhelm Kray

Wilhelm Kray (* 29. Dezember 1828 in Berlin; † 29. Juli 1889 in München) war ein deutscher Porträt-, Genre- und Landschaftsmaler sowie Illustrator.

## Leben
Kray war ein Nachkomme des Feldmarschalls von Kray. Er besuchte seinen Onkel, der in Kopenhagen wohnte, und lernte dort den dänischen Marinemaler Anton Melbye kennen. Kray arbeitete anfänglich als Goldschmied. Er studierte ab 1848 an der Königlich Preußischen Akademie der Künste in Berlin bei Julius Schrader Porträtmalerei, bei Wilhelm Schirmer Landschaftsmalerei und war Gehilfe Hermann Stilkes, der ihn an der Ausschmückung des Neuen Museums einsetzte. Hier zeichnete er das Bild Die Erfindung der Buchdruckerkunst. Von 1856 bis 1872 nahm er regelmäßig an den Berliner Akademie-Ausstellungen teil. Im Jahr 1858 hielt er sich zeitweise in Bonn auf.
In den Jahren 1859 bis 1860 hielt  Kray sich in Paris auf, wo er die Ateliers von Alexandre Cabanel und Paul Baudry besuchte. Anschließend ging wieder nach Berlin und vermählte er sich mit der Tochter des Oberbergrats Broemel oder Brömel. In dieser Zeit war er vorwiegend als Porträtist tätig und fertigte ein Bildnis des späteren deutschen Kaisers und vieler Angehöriger der Aristokratie. 1867 ging er mit seiner Familie nach Italien, wo er als Mitglied des Deutschen Kunstvereins in Rom lebte und bis 1871 in einem Kunstatelier in Rom arbeitete. Von dort aus unternahm er Reisen nach Neapel. Insgesamt hatte Kray mit seiner Ehefrau vier Kinder. Die Familie bewohnte zeitweise ein verlassenes Kloster auf der Isola Maggiore im Lago Trasimeno. Um 1872 kehrte er über München nach Preußen zurück, ging aber schon bald wieder nach Italien, wo er sich mehrere Jahre lang in Venedig aufhielt. Kray ließ sich 1878 vorübergehend in Wien nieder und kam 1883 nach München. Von 1879 bis 1888 nahm er an den Internationalen Kunstausstellungen im Münchener Glaspalast teil. 1888 erfolgte seine Ernennung zum königlich Bayerischen Professor.
Laut E. Benezit wurde Krays um 1880 entstandenes Gemälde Venus Aphrodite, das ursprünglich für König Ludwig II. von Bayern gedacht war, am 7. März 1911 für 8500 Francs an einen französischen Sammler verkauft. Das Gemälde, eines der größten von Kray, ähnelt thematisch und stilistisch William Adolphe Bouguereaus Geburt der Venus (1879).

## Werke (Auswahl)
Wilhelm Krays Stil ist bezeichnend für die deutsche Salon- und Ausstellungsmalerei des mittleren bis späten 19. Jahrhunderts und konzentriert sich auf romantisierte Themen aus Geschichte, Mythologie und Allegorie. Sein Bildnis der Psyche wurde um 1889 auf den Serviertellern der Royal Vienna China Company nachgebilde. Krays Gemälde kamen unter anderem in das Kölner Museum und das Museum in Gratz.
- Nacht am Golf von Neapel
- 1857: Amor und Psyche
- Loreley

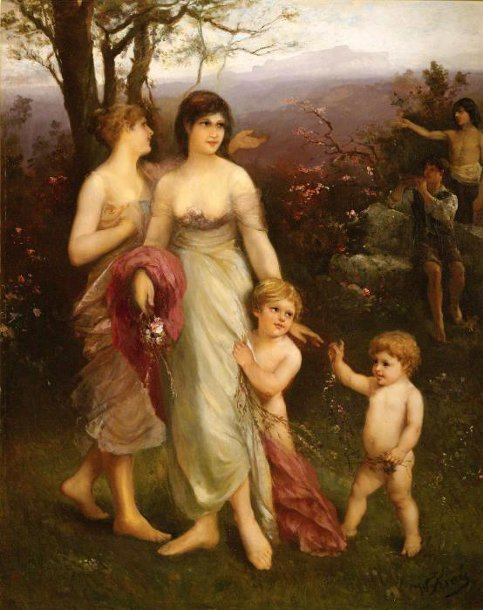
Der Frühling, 1887

- Psyche mit Schmetterling am Seeufer
- Allegorie auf den Winter
- Südländerin als Allegorie der Musik
- Die Meerjungfrau
- Die Elfenkönigin
- Der Schiffer und die Meerjungfrauen
- Der Mythos der Loreley
- Der Sommer

Porträts
- 1858: Bildnis des Dichters Ernst Moritz Arndt (Ganzfigur)
- Die Malerin Hermine Stilke
- Der Homöopath und Sanitätsrat Arthur Lutze
- 1867: König Wilhelm I. von Preussen

Bilderzyklen/Illustrationen
- Mit Ludwig Wilhelm Heupel: Lurlei. Franz Hanfstaengl, Kunstverlag, München 1892 (Ein Bilderzyklus zu Julius Wolffs gleichnamiger Dichtung Lurlei. Eine Romanze, 1886).
- Mit Alexander Zick: Vom Erdenthal ins Himmelreich. Ein Menschenleben dargestellt in Wort und Bild. Verlagsanstalt für Kunst und Wissenschaft, München [1890] (mit begleitenden Gedichten von Martin Greif, babel.hathitrust.org).